# 小松史郎
小松 史郎（こまつ しろう、1946年 - ）は、日本の学者。専門は集客都市論、地域開発、都市開発　観光開発、集客事業計画。
東京都市大学都市生活学部教授。集客都市研究所代表。

## 来歴
山形県酒田市出身。
1972年、上智大学経済学部大学院修士課程修了。
1976年、三菱総合研究所入社。1998年、同社集客文化環境部長に就任。2005年時点の役職は、地域経営研究センター研究部長。
東京都市大学（武蔵工業大学から改称）都市生活学部の設立を機に、教授に就任。
イベント学会「スタジアムイベント研究会」 のコンセッション研究部会では、部会長を務め、「収益力のあるスタジアム」というテーマで稼げるスタジアム運営（国立競技場など）を研究する。